# Finals de l'NBA
Les Finals de l'NBA és l'última ronda de la National Basketball Association, jugada al millor de set partits. La juguen l'equip que guanya la final de la Conferència Est amb el que guanya la final de la Conferència Oest. La primera final de l'NBA es va jugar l'any 1947.
| Any  | Campió de l'Oest       | Resultat | Campió de l'Est       |
| ---- | ---------------------- | -------- | --------------------- |
| 1947 | Chicago Stags          | 1-4      | Philadelphia Warriors |
| 1948 | Baltimore Bullets      | 4–2      | Philadelphia Warriors |
| 1949 | Minneapolis Lakers     | 4-2      | Washington Capitols   |
| 1950 | Minneapolis Lakers     | 4–2      | Syracuse Nationals    |
| 1951 | Rochester Royals       | 4–3      | New York Knicks       |
| 1952 | Minneapolis Lakers     | 4–3      | New York Knicks       |
| 1953 | Minneapolis Lakers     | 4–1      | New York Knicks       |
| 1954 | Minneapolis Lakers     | 4–3      | Syracuse Nationals    |
| 1955 | Ft. Wayne Pistons      | 3-4      | Syracuse Nationals    |
| 1956 | Ft. Wayne Pistons      | 1-4      | Philadelphia Warriors |
| 1957 | St. Louis Hawks        | 3-4      | Boston Celtics        |
| 1958 | St. Louis Hawks        | 4-2      | Boston Celtics        |
| 1959 | Minneapolis Lakers     | 0-4      | Boston Celtics        |
| 1960 | St. Louis Hawks        | 3-4      | Boston Celtics        |
| 1961 | St. Louis Hawks        | 1-4      | Boston Celtics        |
| 1962 | Los Angeles Lakers     | 3-4      | Boston Celtics        |
| 1963 | Los Angeles Lakers     | 2-4      | Boston Celtics        |
| 1964 | San Francisco Warriors | 1-4      | Boston Celtics        |
| 1965 | Los Angeles Lakers     | 1-4      | Boston Celtics        |
| 1966 | Los Angeles Lakers     | 3-4      | Boston Celtics        |
| 1967 | San Francisco Warriors | 2-4      | Philadelphia 76ers    |
| 1968 | Los Angeles Lakers     | 2-4      | Boston Celtics        |
| 1969 | Los Angeles Lakers     | 3-4      | Boston Celtics        |
| 1970 | Los Angeles Lakers     | 3–4      | New York Knicks       |
| 1971 | Milwaukee Bucks        | 4–0      | Baltimore Bullets     |
| 1972 | Los Angeles Lakers     | 4–1      | New York Knicks       |
| 1973 | Los Angeles Lakers     | 1–4      | New York Knicks       |
| 1974 | Milwaukee Bucks        | 3–4      | Boston Celtics        |
| 1975 | Golden State Warriors  | 4–0      | Washington Bullets    |
| 1976 | Phoenix Suns           | 2–4      | Boston Celtics        |
| 1977 | Portland Trail Blazers | 4–2      | Philadelphia 76ers    |
| 1978 | Seattle SuperSonics    | 3–4      | Washington Bullets    |
| 1979 | Seattle SuperSonics    | 4–1      | Washington Bullets    |
| 1980 | Los Angeles Lakers     | 4–2      | Philadelphia 76ers    |
| 1981 | Houston Rockets        | 2–4      | Boston Celtics        |
| 1982 | Los Angeles Lakers     | 4–2      | Philadelphia 76ers    |
| 1983 | Los Angeles Lakers     | 0–4      | Philadelphia 76ers    |
| 1984 | Los Angeles Lakers     | 3–4      | Boston Celtics        |
| 1985 | Los Angeles Lakers     | 4–2      | Boston Celtics        |
| 1986 | Houston Rockets        | 2–4      | Boston Celtics        |
| 1987 | Los Angeles Lakers     | 4–2      | Boston Celtics        |
| 1988 | Los Angeles Lakers     | 4–3      | Detroit Pistons       |
| 1989 | Los Angeles Lakers     | 0–4      | Detroit Pistons       |
| 1990 | Portland Trail Blazers | 1–4      | Detroit Pistons       |
| 1991 | Los Angeles Lakers     | 1–4      | Chicago Bulls         |
| 1992 | Portland Trail Blazers | 2–4      | Chicago Bulls         |
| 1993 | Phoenix Suns           | 2–4      | Chicago Bulls         |
| 1994 | Houston Rockets        | 4–3      | New York Knicks       |
| 1995 | Houston Rockets        | 4–0      | Orlando Magic         |
| 1996 | Seattle SuperSonics    | 2–4      | Chicago Bulls         |
| 1997 | Utah Jazz              | 2–4      | Chicago Bulls         |
| 1998 | Utah Jazz              | 2–4      | Chicago Bulls         |
| 1999 | San Antonio Spurs      | 4–1      | New York Knicks       |
| 2000 | Los Angeles Lakers     | 4–2      | Indiana Pacers        |
| 2001 | Los Angeles Lakers     | 4–1      | Philadelphia 76ers    |
| 2002 | Los Angeles Lakers     | 4–0      | New Jersey Nets       |
| 2003 | San Antonio Spurs      | 4–2      | New Jersey Nets       |
| 2004 | Los Angeles Lakers     | 1–4      | Detroit Pistons       |
| 2005 | San Antonio Spurs      | 4–3      | Detroit Pistons       |
| 2006 | Dallas Mavericks       | 2–4      | Miami Heat            |
| 2007 | San Antonio Spurs      | 4-0      | Cleveland Cavaliers   |
| 2008 | Los Angeles Lakers     | 2-4      | Boston Celtics        |
| 2009 | Los Angeles Lakers     | 4-1      | Orlando Magic         |
| 2010 | Los Angeles Lakers     | 4-3      | Boston Celtics        |
| 2011 | Dallas Mavericks       | 4-2      | Miami Heat            |
| 2012 | Miami Heat             | 4-1      | Oklahoma City Thunder |
| 2013 | San Antonio Spurs      | 3-4      | Miami Heat            |
| 2014 | San Antonio Spurs      | 4-1      | Miami Heat            |
| 2015 | Golden State Warriors  | 4-2      | Cleveland Cavaliers   |
| 2016 | Golden State Warriors  | 3-4      | Cleveland Cavaliers   |
| 2017 | Golden State Warriors  | 4-1      | Cleveland Cavaliers   |
| 2018 | Golden State Warriors  | 4-0      | Cleveland Cavaliers   |
| 2019 | Golden State Warriors  | 2–4      | Toronto Raptors       |
| 2020 | Los Angeles Lakers     | 4–2      | Miami Heat            |
| 2021 | Phoenix Suns           | 2–4      | Milwaukee Bucks       |
| 2022 | Golden State Warriors  | 4–2      | Boston Celtics        |
| 2023 | Denver Nuggets         | 4–1      | Miami Heat            |
| 2024 | Dallas Mavericks       | 1–4      | Boston Celtics        |